# Злати Войвода
Зла́ти Войво́да (болг. Злати войвода) — село в Сливенській області Болгарії. Входить до складу общини Сливен. Назване на честь болгарського гайдука Злати воєводи, який загинув у 1810 році біля «Сатма чешма» (будиночок, який захищає водне джерело), яка знаходилась недалеко від села. До 1968 року село мало назву Джиново, яке походило від джина — прізвиська мусульманського відлюдника, який жив біля села. Його так боялися, що справжнє ім'я «Джин-Али» скоротили, відтявши другу частину.

## Населення
За даними перепису населення 2011 року у селі проживали 952 особи.
Національний склад населення села:
| Національність   | Кількість осіб | Відсоток |
| ---------------- | -------------- | -------- |
| болгари          | 602            | 73,1 %   |
| цигани           | 213            | 25,8 %   |
| інша             | 5              | 0,6 %    |
| Всього відповіли | 824            |          |

Розподіл населення за віком у 2011 році:
Динаміка населення: